# Rocco Moretti

Rocco Moretti, nel 1985

Rocco Moretti (anche noto come "U' Purc; Foggia, 7 dicembre 1950) è un mafioso italiano, boss della Società foggiana.

## Biografia
Rocco Moretti nasce a Foggia il 7 dicembre 1950, e subito si lega, criminalmente, al bandito e poi boss Giosuè Rizzi (1952-2012), che lo immerge nel mondo del crimine.
Moretti entra nella Camorra, sul finire degli anni '70, partecipando al progetto Cutoliano della Nuova Camorra Pugliese, distaccandosi, però, da quella e unendosi al clan Rizzi, legato alla Sacra Corona Unita.
Presto, però, si scatenò una guerra tra il clan Rizzi e l'altro clan egemone di Foggia, il clan Laviano, comandato da Giuseppe Laviano. Proprio nei momenti di questa guerra i clan Foggiani  si distaccarono dalla Sacra corona unita, creando la "Società Foggiana".
- Il 26 gennaio 1986 Pinuccio Laviano viene ferito davanti casa.
- Gaetano Moffa, affiliato vicino a Rizzi, detto "il Nano", viene ucciso il 27 febbraio 1986.
- L'11 marzo secondo agguato fallito a Laviano.
- Il 1 maggio 1986 gli uomini di Giosuè Rizzi compiono la "Strage del Bacardi", nel quale muoiono 3 uomini di Laviano, più una fidanzata di un sopravvissuto.
- Il 6 luglio 1987 Nicola Laviano, fratello di Giuseppe, viene ucciso davanti alla sua abitazione.
- Il 5 luglio 1987 Antonio Ruotolo, affiliato dei Laviano, viene ucciso e gettato in un pozzo.
- Tommaso Dello Russo, proprietario di un'autodemolizione a Terlizzi, fidato di Pinuccio Laviano, viene ucciso con 5 colpi da Rocco Moretti, esecutore materiale, che sarà poi condannato a 25 anni, il 31 marzo 1988.
- L'ultimo fidato di Laviano, Mario Mondelli, viene ucciso in un bar il 14 dicembre 1988 e secondo un pentito, anni dopo, il mandante sarebbe stato proprio U' Purc,
- L'11 gennaio 1989 Giuseppe Laviano scompare e probabilmente fu ucciso[4].

Dopo l'arresto di Rizzi (settembre 1988) il clan passa nelle mani di Rocco Moretti, che fonda il clan Moretti-Pellegrino-Lanza, con i suoi due sodali Vincenzo Antonio Pellegrino e Vito Bruno Lanza. Il 7 agosto 1989, dopo 18 mesi di latitanza, i carabinieri arrestano Rocco Moretti.
Dal 7 agosto 1989 al 31 luglio 2014 Rocco Moretti è stato detenuto, e poi, di nuovo, dal febbraio 2017 a oggi è in carcere. Pare, però, che non abbia mai perso il suo ruolo autorevole, e che, dal carcere abbia dato ordini e fatto affari coordinando il suo gruppo e l'intera Società. 
È stato anche protagonista della Quinta Guerra di mafia, della società Foggiana, che è andata avanti da maggio a settembre 2007 e poi è riscoppiata nel 2011 e 2018, nata per l'esclusione del suo clan dal business dei funerali. 
Il 5 maggio 2007 il luogotenente di U' Purc, Vincenzo Antonio Pellegrino, mentre si trovava ad un bar, è vittima d'un agguato dove rimane ferito, ma riesce a sopravvivere poiché la pistola del killer si inceppò.
In risposta a questo il 18 giugno 2007 i killer raggiungono Francesco Spiritoso, cassiere del clan Moretti, e gli sparano 5 colpi di revolver calibro 38, uccidendolo.
Il fatto più grave arriva il 16 luglio, quando Pasquale Moretti, 30 anni e detto U' Porchett, figlio di Rocco, viene gambizzato mentre rincasava nel sui appartamento, un chiaro agguato puntato non a ucciderlo, ma a spaventare tutti, perché uccidendo un uomo come Pasquale la risposta sarebbe stata molto aggressiva.
L'ultimo evento della guerra avviene il 12 agosto dell'anno stesso, quando 2 killer sparano contro Alessandro Aprile e Nicola Cannone, ferendoli. 